# 道格拉斯·P·穆霍蘭
道格拉斯·P·穆霍蘭（英語：Douglas P. Mulholland，1929年5月27日—2018年7月20日），是一位美國政府官員，於1989年至1993年擔任情報研究局助理國務卿。

## 生平
穆霍蘭於1929年5月27日出生於南達科他州阿靈頓。他在密歇根州立大學接受教育，並獲得了文學學士學位。於1955年獲得博士學位，並在1956年獲得了碩士學位。大學畢業後，他加入了中央情報局。1978年，他成為中央情報局的行動辦公室主任。1979年，他擔任中央情報局監察長辦公室的監察員，一直任職到1982年。 從1982年到1987年，他擔任美國財政部長國家安全特別助理。
1988年總統競選期間，穆霍蘭擔任喬治·赫伯特·沃克·布什總統競選的國內政策和研究分析師。 1989年，布希總統提名穆霍蘭為情報研究局助理國務卿，穆霍蘭於1989年6月9日至1993年1月19日擔任此職。
穆霍蘭於2018年7月20日逝世，享年89歲。